# Thibaut Vion
Thibaut Vion (Mont-Saint-Martin, 11 dicembre 1993) è un calciatore francese, difensore del CSKA Sofia.

## Carriera

### Club
Dopo aver giocato nelle giovanili del Metz dove veniva principalmente impiegato come attaccante, nel 2011 viene acquistato dal Porto e ha cominciato a giocare con il Porto B, debuttando contro il Tondela, partita finita 2-2.

### Nazionale
Ha giocato con la Nazionale francese Under-19 e Under-20. Con l'Under-20 è stato convocato per il mondiale 2013 conquistando l'oro. Esordisce nella terza partita del girone contro i pari età della Spagna, segnando anche un gol.

## Palmarès

### Club

#### Competizioni nazionali
- Coppa di Bulgaria: 1

CSKA Sofia: 2020-2021

### Nazionale
- Campionato mondiale Under-20: 1

Turchia 2013